# Schloss Giebing

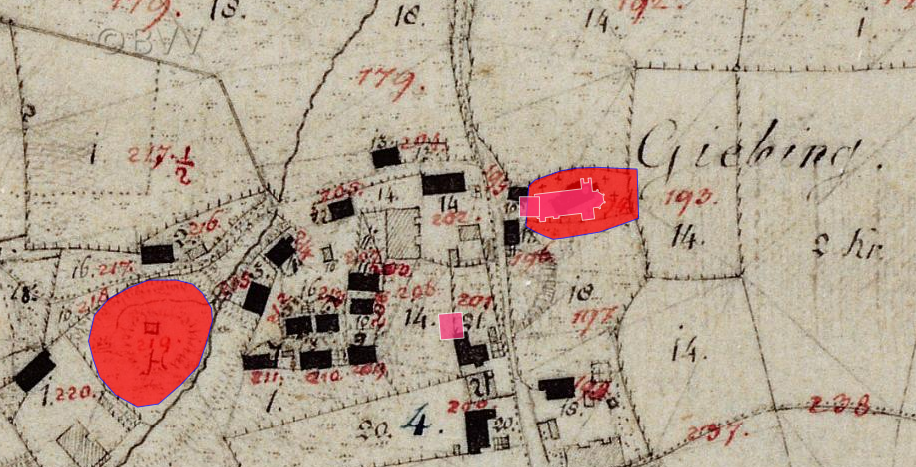
Lageplan von Schloss Giebing auf dem Urkataster von Bayern

Schloss Giebing ist ein abgegangenes Hofmarkschloss, etwa 200 m westlich der Pfarrkirche St. Michael in Giebing gelegen, einem Ortsteil der Gemeinde Vierkirchen im Landkreis Dachau in Oberbayern.

## Geschichte
Der Ort wird 1123 erstmals genannt, als dort ein Adelsgeschlecht existierte, das im Dienst der Dachauer Grafen und später der Wittelsbacher stand. Die frühesten nachweisbaren Grundherren waren die Kammerberger, die den Ort als Hofmark Giebing bezeichneten. Diverse Besitzerwechsel der Hofmark sind bis Anfang des 19. Jahrhunderts zu verzeichnen. Das Giebinger Schloss wurde bereits 1804 wegen Baufälligkeit abgebrochen.

## Beschreibung
Bei der in etwa runden und 60 m im Durchmesser ausmachenden Anlage ist im Urkataster von Bayern noch ein Wall zu erkennen. Heute ist das Areal modern überbaut.
Die Anlage wird als Bodendenkmal unter der Aktennummer D-1-7635-0331 im Bayernatlas als „abgegangenes Hofmarkschloss der frühen Neuzeit ("Schloss Giebing")“ geführt.